# آرینیس
آریِنیس  بنا به گفته هرودوت، دختر شاه آلیاتِس دوم و خواهر کرزوس آخرین پادشاه لیدیه بود. آرینیس به همسری آستیاگ، پادشاه شاهنشاهی ماد درآمد.

## خانواده
آرینیس ملکه ماد و آستیاگ، پادشاه ماد، بود. وی پس از نبرد هالیس برای صلح میان هووخشتره و الیاتس، برای ازدواج با آستیاگ از لیدیه به ایران فرستاده شد.
هرودوت به وضوح او را به عنوان مادر ماندانا معرفی نمی‌کند و گمان می‌شود که ماندانا (همسر کمبوجیه یکم انشان) شاید از همسران پیشین آستیاگ زاده شده باشد.